# Gottlieb Schulz

Gottlieb Schulz um 1900

Gottlieb Schulz (* 23. Januar 1853 in Dennewitz, Bessarabien, heute: Prjamobalka; † 25. April 1916 in Seimeny) war ein bessarabiendeutscher Viehhändler, Landwirt und Großgrundbesitzer in Bessarabien. Er verkaufte Land an bessarabiendeutsche Landsleute, das er gemeinsam mit seinem Bruder Gottfried Schulz adligen russischen Großgrundbesitzern abgekauft hatte.

## Leben
Gottlieb Schulz wurde als achtes Kind von Gottlieb und Christine Schulz, einer deutschstämmigen Bauernfamilie, in Bessarabien geboren. Der Landstrich gehörte  dieser Zeit zum russischen Zarenreich. Schulz wurde im Dorf Dennewitz geboren, in dem 1940 etwa 550 deutschstämmige Bewohner lebten. Das Dorf hatten deutsche Auswanderer 1834 gegründet.
Seine Herkunft gleicht der vieler Bessarabiendeutscher. Seine Ende des 18. Jahrhunderts geborenen Vorfahren stammten aus Pommern und zogen als Kolonisten nach Polen. 1818 wanderten sie aufgrund der Einladung von Zar Alexander I. nach Bessarabien aus. Die Familie wurde im 1815 gegründeten Kulm sesshaft und zog 1834 in das neu gegründete Dennewitz. Mit 19 Jahren heiratete Gottlieb Schulz Christine Koth aus Dennewitz. 1876 kam das erste der acht Kinder des Ehepaares zur Welt.
Schulz leistete ab 1874 er seinen Wehrdienst bei der russischen Armee ab und war einer der ersten deutschen Siedler, die eingezogen wurden. Seine Vorfahren waren wegen der bei der Einwanderung auf ewig zugesagten Privilegien von der Wehrpflicht befreit. Während des Wehrdienstes nahm er 1877 am russisch-türkischen Krieg teil, wo er in der Schlacht bei Plewna verwundet wurde.
Größeres Kapital erwirtschaftete Schulz mit seinem Bruder Gottfried. Sie kauften im Winter auf Märkten mageres Vieh auf. Die Besitzer, die meist anderen Bevölkerungsgruppen angehörten, konnten das Geld für das Futter nicht mehr aufbringen. Die Gebrüder Schulz stellten Hirten an, die das Vieh im Frühjahr und Sommer auf gepachteten Weiden mästeten. Im Herbst wurden die Viehherden zum Verkauf in die Städte Akkerman und Odessa getrieben.
Mit dem Kapital begann Gottlieb Schulz 1881 mit dem Landauf- und verkauf und zog 1883 nach Neu-Posttal (heute: Dolyniwka), wo sein Bruder Gottfried Schulz Bürgermeister war. 1890 war Gottlieb Schulz einer der ersten Siedler des Dorfes Basyrjamka nahe dem Schwarzen Meer. Die Brüder hatten rund 2.000 Desjatinen Land von einem russischen Gutsbesitzer erworben und verkauften das Land weiter an 55 deutsche Siedler. 1891 kamen die ersten Siedler und errichteten provisorische Holzgebäude.
1894 kam es zu einem weiteren großen Landkauf von einer russischen Fürstin mit rund 3.000 Desjatinen. Die Brüder verkauften das Land an deutschstämmige Siedler, die dort die Siedlung Seimeny gründeten.
Gottlieb Schulz verstarb im Alter von 63 Jahren an Knochenkrebs.